# سونيغورن
سونيغورن (بالإنجليزية: Sonnighorn)‏ هو أحد جبال سلسلة جبال الألب بينيني ويقع في كانتون فاليز في سويسرا. يحتل المرتبة رقم 65 في قائمة جبال سويسرا من حيث الارتفاع، إذ يبلغ ارتفاعه حوالي 3487 متر، بينما يبلغ ارتفاع نتوء الجبل 340 متر، هذا وقد سجل أول وصول لقمة الجبل عام 1879.